# Пересвятое
Пересвятое (бел. Перасвятое) — агрогородок в Речицком районе Гомельской области Белоруссии. Административный центр Пересвятовского сельсовета.

## География

### Расположение
В 7 км на юго-запад от районного центра и железнодорожной станции Речица (на линии Гомель — Калинковичи), 65 км от Гомеля.

### Гидрография
На восточной окраине канава Ребуска.

## Транспортная сеть
Транспортные связи по просёлочной, затем автомобильной дороге Василевичи — Речица. Планировка состоит из прямолинейной улицы, ориентированной с юго-запада на северо-восток, к которой присоединяется с севера короткая улица. Застройка двусторонняя, преимущественно деревянная, усадебного типа. В 1987 году построено 100 кирпичных домов коттеджного типа, в которых разместились переселенцы из загрязнённых радиацией мест в результате катастрофы на Чернобыльской АЭС.

## История
По письменным источникам известна с XIX века как селение в Ровенскослободской волости Речицкого уезда Минской губернии. Рядом одноимённый фольварк. В 1876 году дворянин Солтан владел здесь 938 десятинами земли. В 1879 году обозначена в Речицком церковном приходе. Согласно переписи 1897 года в деревне Перасвятое (она же Косая Слобода) действовали церковно-приходская школа, хлебозапасный магазин.
С 8 декабря 1926 года центр Перасвятовского сельсовета Речицкого района Речицкого, с 9 июня 1927 года Гомельского (до 26 июля 1930 года) округов, с 20 февраля 1938 года Гомельской области.
В 1930 году работала начальная школа. В 1933 году организован колхоз имени С. М. Будённого. Во время Великой Отечественной войны с 28 июня 1941 года до 16 ноября 1943 года. оккупирована немецкой армией. В ноябре 1943 года в боях около деревень Горивода, Ребуса, Перасвятое, Осовец, Бугримовка, посёлка Жары, погибли 99 советских солдат и партизан (похоронены в братской могиле в центре деревни). 78 жителей погибли на фронте. Согласно переписи 1959 года центр совхоза «10 лет Октября». Работали швейная мастерская, средняя школа, Дом культуры, библиотека, фельдшерско-акушерский пункт, отделение связи, магазин, детский сад.
В состав Пересвятовского сельсовета до середины 1930-х годах входили, в настоящее время не существующие, хутора Островский, Новинка, Новые Жары, Шевалга, до 1995 года — посёлок Жары.

## Население

### Численность
- 2004 год — 197 хозяйств, 556 жителей.

### Динамика
- 1850 год — 34 двора; в фольварке 6 дворов.
- 1897 год — 88 дворов, 549 жителей (согласно переписи).
- 1908 год — 114 дворов, 642 жителя.
- 1930 год — 129 дворов.
- 1959 год — 481 житель (согласно переписи).
- 2004 год — 197 хозяйств, 556 жителей.